# Scoloderus
Scoloderus Simon, 1887 è un genere di ragni appartenente alla famiglia Araneidae.

## Etimologia
Il nome deriva probabilmente dal greco tardo σκὸλοψ, scòlops, cioè spina, aculeo e δέρος, dèros, variante di δέρμα, dèrma, cioè pelle, per l'aspetto esteriore di pelle rugosa e spinosa.

## Distribuzione
Le cinque specie oggi note di questo genere sono state rinvenute in varie località dell'America centrale e meridionale; due specie sono state reperite anche negli stati più meridionali degli USA.

## Tassonomia
A dicembre 2011, si compone di cinque specie:
- Scoloderus ackerlyi Traw, 1996 — Belize
- Scoloderus cordatus (Taczanowski, 1879)[2] — dal Messico all'Argentina
- Scoloderus gibber (O. P.-Cambridge, 1898) — dal Messico all'Argentina
- Scoloderus nigriceps (O. P.-Cambridge, 1895) — USA, Messico, Isole Bahama, Cuba, Giamaica
- Scoloderus tuberculifer (O. P.-Cambridge, 1889) — dagli USA all'Argentina

### Specie trasferite
- Scoloderus soaresi Mello-Leitão, 1945; trasferita al genere Testudinaria Taczanowski, 1879 con l'ex denominazione Testudinaria soaresi che, a seguito di un lavoro dell'aracnologo Levi del 2005 è stata posta in sinonimia con Testudinaria quadripunctata Taczanowski, 1879[1].